# Serapio Baqueiro Preve
Serapio Baqueiro Preve fue un abogado, historiador y periodista mexicano, nacido el 14 de noviembre de 1838 en Dzitbalchén, poblado de Campeche, que entonces  formaba parte de Yucatán. Murió en Mérida el 17 de marzo de 1900. Fue gobernador provisional de Yucatán en 1883.
Su obra Ensayo histórico sobre las revoluciones en Yucatán, editada en 1878, fue tal vez su principal aporte historiográfico a la convulsa circunstancia de la península de Yucatán en el siglo XIX. Fue hermano mayor del célebre músico y compositor, creador de la trova yucateca, Chan Cil.

## Datos biográficos
Hizo sus primeros estudios en las escuelas de los maestros José María Ruz, José María Morano y Margarita Mora, para después trasladarse a Mérida, Yucatán, a fin de estudiar en el Seminario Conciliar de San Ildefonso, en donde cursó el bachillerato. Después ingresó al curso de derecho de los maestros Antonio Mediz y Vicente Solís Rosado con quienes obtuvo su título de abogado el año de 1863.
Fue juez de primera instancia en las ciudades de Tekax y Mérida, en Yucatán, Fiscal de Hacienda, magistrado del Tribunal Superior, diputado al Congreso local y consejero del Gobierno de Yucatán. Se hizo cargo del poder ejecutivo yucateco en 1883 por ausencia del gobernador Octavio Rosado.
En el campo de la instrucción pública se distinguió como profesor de historia universal y como Director de la Escuela Normal de Profesores de Yucatán. Durante un año fue también Director del Instituto Literario del Estado de Yucatán.
Afiliado al Partido Liberal mexicano redactó con Manuel Peniche, Eligio Ancona y Manuel Oviedo, La Sombra de Cepeda, periódico que combatió a la intervención francesa y al Imperio de Maximiliano de Habsburgo en México.

## Obra
Fue notable historiador. Sus principales obras fueron, además de la ya mencionada del Ensayo histórico sobre las revoluciones de Yucatán que tuvo varias reediciones, la Reseña geográfica, histórica y estadística del Estado de Yucatán, desde las primeras épocas de la Península e Historia del antiguo Seminario Conciliar de San Ildefonso, así como las biografías del coronel Daniel Traconis, de Miguel Barbachano y Tarrazo y de Sebastíán López de Llergo